# Diskeeper
Diskeeper — программа для дефрагментации жёсткого диска, изначально созданная для VAX-систем, а позже выпущенная для Microsoft Windows. Это основной продукт компании Condusiv Technologies (ранее Diskeeper Corporation, ещё ранее Executive Software), располагающейся в Бербанке, основанной 22 июля 1981.
Программа дефрагментации, включённая в операционные системы Windows 2000, 2003, XP и Vista, основана на предыдущей версии Diskeeper.

## Особенности
Новой возможностью, появившейся в Diskeeper 2007, является автоматическая дефрагментация, то есть встроенный планировщик. Автоматическая дефрагментация происходит «на лету». Diskeeper не требует создания расписания, так как постоянно работает, используя ресурсы только во время простоя ПК. Планирование в большинстве случаев не применяется, а производительность диска остаётся на высоком уровне.
Diskeeper может дефрагментировать и перемещать системные файлы, в том числе данные MFT, которые не доступны многим другим программам, что вносит посильный вклад в увеличение производительности. Данная функция осуществляется до полной загрузки операционной системы, когда файлы ещё не используются и к ним есть доступ.
Ещё одной особенностью Diskeeper является «Интеллектуальная Технология ускорения доступа к файлам»
(I-FAAST). Во время своей работы I-FAAST определяет частоту использования файлов, затем располагает их, основываясь на тесте скорости жёсткого диска. Благодаря этому Diskeeper ускоряет доступ к файлам и помогает предотвратить фрагментацию. Функция I-FAAST доступна только в редакциях: Professional Premier, Server и Administrator.
Существует шесть версий ПО: Home, Professional, Professional Premier, Server Standard, Server Enterprise и Administrator.

## Разбирательства
Включение утилиты Diskeeper в Windows 2000 стало предметом разбирательств в Германии.
Перед подписанием приказа об установке Windows 2000 на сервера Германского правительства Федеральное управление по информационной безопасности (BSI) потребовало от Microsoft исходный код для проверки того, что ПО не собирает и не отсылает данные. Вопрос был решён, когда Microsoft опубликовалa утилиту, которая позволяла пользователям по их желанию удалять Diskeeper.